# Моргенштерн, Христиан
Христиан Отто Йозеф Вольфганг Моргенштерн (нем. Christian Otto Josef Wolfgang Morgenstern; 6 мая 1871, Мюнхен — 31 марта 1914, Мерано) — немецкий писатель, поэт и переводчик, классик немецкой литературы конца XIX — начала XX веков. Особо популярной у читателей была его юмористическая лирика.

## Биография
Х. Моргенштерн родился в семье художников. Известным немецким живописцем был дед мальчика, также Христиан Моргенштерн; художниками-пейзажистами были и его отец, Карл Эрнст Моргенштерн, и дед по матери. В 1881 году умирает от туберкулёза мать Христиана, Шарлотта Моргенштерн, урождённая Шертель. Вскоре после этого его отправляют в Гамбург, к крёстному, торговцу предметами искусства Арнольду Отто Мейеру, где Христиан находился очень неохотно. Через год мальчик возвращается в Мюнхен, и вскоре он был определён в интернат в Ландсхуте, где для поддержания дисциплины употреблялись телесные наказания.
В 1883 году отец Христиана женится вторично, на Амалии фон Далл-Арми, и вместе с женой и Христианом уезжает в Бреслау (ныне Вроцлав), где получает место в Королевской академии искусств. Будущий писатель поступает здесь в гимназию Марии Магдалины. В возрасте 16-ти лет здесь он пишет свои первые произведения — трагедию Александр Болгарский и описание минералов Mineralogia popularis (Популярная минералогия). Оба эти сочинения не сохранились. Моргенштерн увлекается философией Шопенгауэра. В возрасте 18-ти лет он знакомится в гимназии с Фридрихом Кайслером и Фрицем Бебло; оба они станут на всю жизнь друзьями писателя. Осенью 1889 года Моргенштерн поступает в военное училище, так как отец желал для своего сына карьеру офицера. Впрочем, через полгода юноша уходит из него и продолжает обучение в гимназии города Зорау (ныне Жары). Здесь он вместе с друзьями выпускает журнал Deutscher Geist (Немецкий дух), девизом которого стали слова Кромвеля: «Дальше всех пойдёт тот, кто не знает, куда он идёт». В 1893 году Моргенштерн организует юмористическое общество «Сансара». Поступив в университет в Бреслау на факультет хозяйства и экономики, летом Христиан вместе с Кейслером уезжает в Мюнхен, однако вскоре, в связи с обострением туберкулёза, унаследованного от матери, он был вынужден покинуть этот город и пройти лечение на водах, в Бад-Райнерце (ныне Душники-Здруй). После возвращения в Бреслау Христиан узнаёт о разводе отца, после чего вновь уезжает на лечение в Зорау. Так как дальнейшее обучение в университете было для Моргенштерна невозможно, друзья предложили ему финансовую помощь для лечения в Давосе, а профессор Дан взялся оплатить расходы по обучению Христиана вплоть до получения им диплома. Однако оба эти предложения отклонил его отец, после чего Моргенштерн принимает решение стать профессиональным писателем. После последовавшей вскоре третьей женитьбы отца отношения между ними надолго прекращаются.

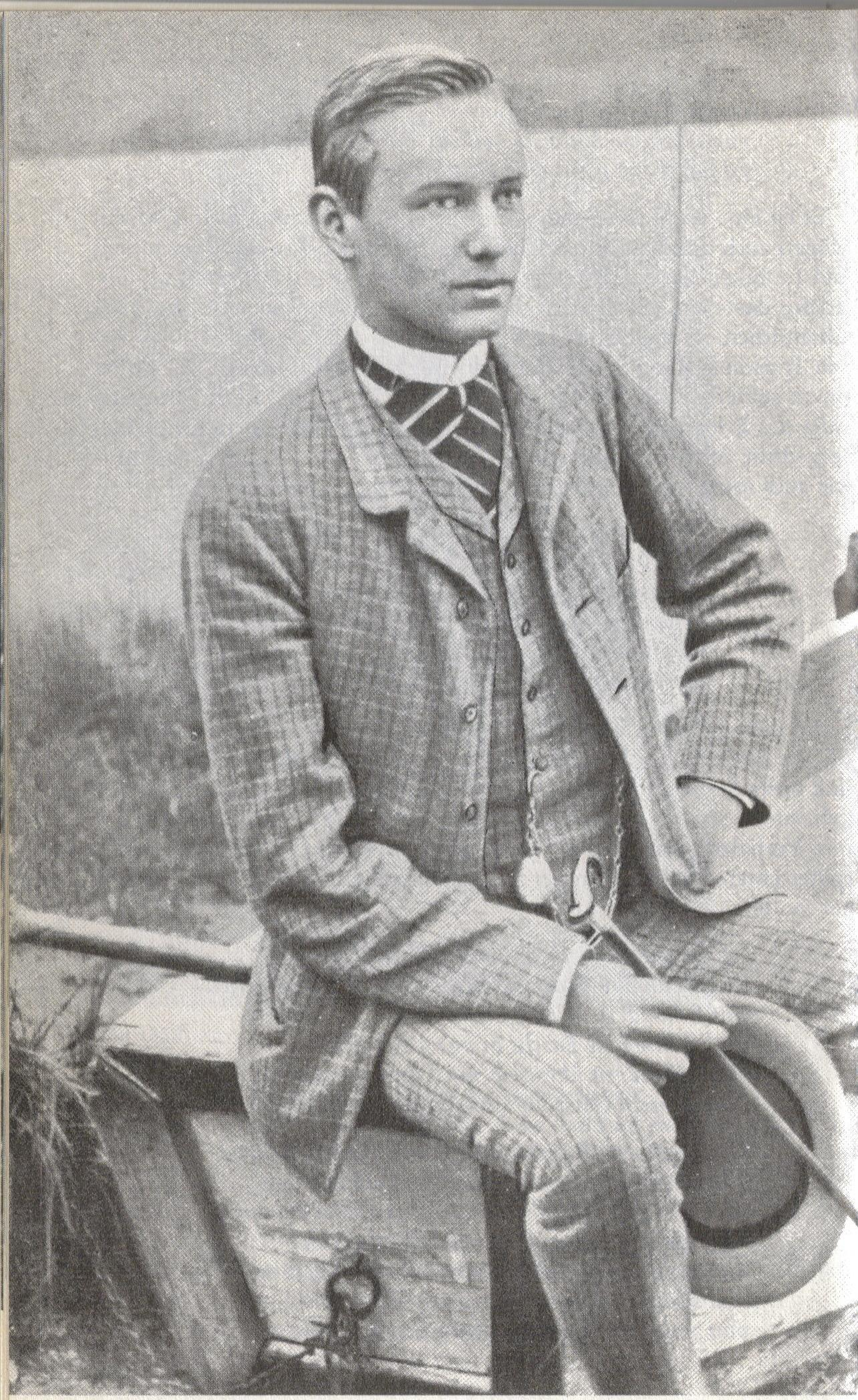
Писатель в возрасте 18-ти лет

В апреле 1894 года Моргенштерн переезжает в Берлин, где он, в том числе и при помощи ищущего примирения отца, получает место в Берлинской Национальной галерее. Он знакомится с работами Ницше и Поля Лагарда, сотрудничает в журналах и газетах — Ежедневное обозрение (Tägliche Rundschau), Свободная сцена (Freie Bühne), Страж искусства (Der Kunstwart) и Зритель (Der Zuschauer). В 1895 году выходит в свет первая книга Моргенштерна, сборник поэзии In Phanta’s Schloß (Во дворце фантазии). В этом и следующем годах писатель много путешествует: он плавает под парусом по озеру Мюггельзе, посещает Гельголанд, Зильт и Зальцбург. Летом 1897 года он, выполняя заказ, переводит с французского языка автобиографический роман Августа Стриндберга Inferno. В октябре 1897 Моргенштерн подписывает контракт с издательством S. Fischer Verlag на перевод произведений Генрика Ибсена (несмотря на то, что на тот момент он не владел норвежским языком). С мая 1898 по осень 1899 года Х.Моргенштерн живёт в Норвегии, в первую очередь с целью изучения языка. В это время он неоднократно встречается с Ибсеном.
В 1900 году писателю приходится уехать на лечение в Давос; он также посещает озеро Фирвальдштеттерзе, Цюрих, Арозу, Милан, Портофино, Гейдельберг и Флоренцию. В декабре 1902 Моргенштерн едет в Рим и в мае 1903 возвращается в Берлин. В этот период он занят переводами из Кнута Гамсуна и Бьёрнстьерне Бьёрнсона. В 1903—1905 годах Моргенштерн по-прежнему периодически проходит лечение и оздоровительные мероприятия (в Вике, Биркенвердере и др.), не всегда успешные. В 1905 году выходят из печати его Песни висельника (Galgenlieder), в это же время писатель знакомится с творчеством Достоевского. В следующем году Моргенштерн уезжает на лечение в горы, где занимается философией; изучает работы Фихте, Гегеля, Спинозы, Бёме, Фехнера, Толстого.
В июле 1908 года на курорте в Бад-Драйкирхене, Моргенштерн знакомится со своей будущей супругой, также лёгочной больной, Маргаретой Гозебрух фон Лихтенштерн. После отъезда Маргареты между влюблёнными началась оживлённая переписка. После того, как Маргарета в октябре вновь заболела, Христиан посещает её во Фрайбурге. Однако в связи с тем, что пребывание постороннего мужчины в доме больной противоречило общественной морали, Моргенштерн вскоре вынужден был уехать в Страсбург. В ноябре 1908 года выздоровевшая Маргарита приезжает в Берлин, куда устремляется и Христиан.
В январе 1909 года Моргенштерн знакомится в Берлине с ученым и философом Рудольфом Штейнером, и между ними обоими завязываются дружеские отношения. Чтобы слушать его лекции, Моргенштерн следует за Штейнером в его поездках в Дюссельдорф, Кассель, Мюнхен и Осло. В мае 1909 года он, вслед за Маргаретой, вступает в руководимую Штейнером Немецкую секцию Теософского общества. После раскола в этой организации в 1912—1913 годах Моргенштерн принимает сторону Штейнера и вместе с ним участвует в работе Антропософского общества. В 1909 году он продолжает переводить Гамсуна, едет на Теософский конгресс в Будапешт, посещает отца в Вольфсхау и путешествует с Маргаретой по Шварцвальду. Там Моргенштерн заболевает бронхитом, осложнённым многочисленными поездками. По выздоровлении Христиан и Маргарета обвенчались 7 марта 1910 года. В том же году начинается сотрудничество Моргенштерна с Рейнхардом Пипером, главой издательства Piper Verlag, продолжавшееся до конца жизни писателя.

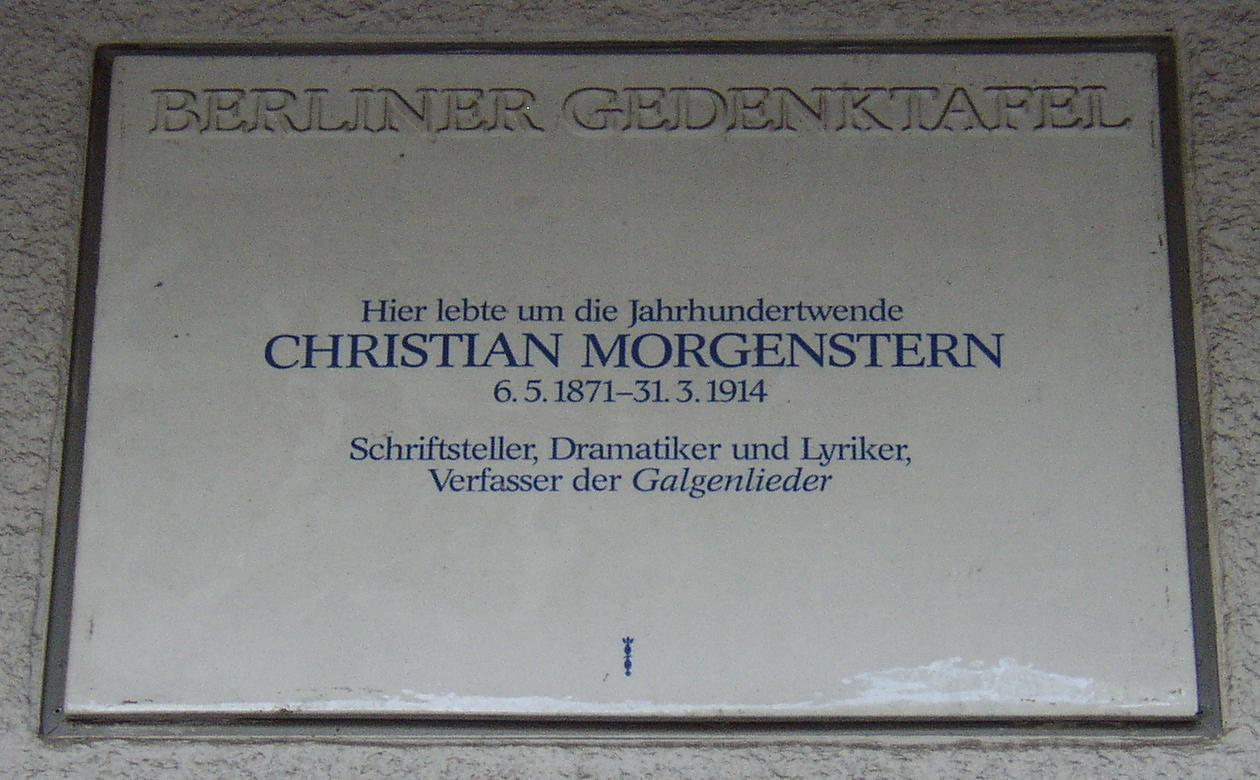
Памятная доска в честь писателя в Берлин-Шарлоттенбурге

С мая по август 1910 года писатель находится на курорте в Бад Дюрренштейне, в Доломитовых Альпах, затем присутствует на лекциях Штейнера в Берне. После поездки в Мюнхен, в октябре этого года Моргенштерн совершает большое путешествие по Италии: он посещает Верону, Милан, Геную, Палермо. Конечной точкой этой поездки становится Таормина на Сицилии. Моргенштерн и Маргарета рассчитывали провести в Таормине не менее полугода, однако вскоре Христиан вновь тяжело заболел и вынужден был в феврале 1911 года лечь в Немецкий госпиталь в Риме, а затем отправиться для поправления здоровья в лесной санаторий в Арозе. Здесь он встретил своего отца и мать Маргериты, которые длительное время были не согласны с браком Христиана и Маргериты, и лишь теперь наступало примирение. После нескольких месяцев лечения Моргенштерн покинул санаторий и поселился с женой в Арозе. В 1912 году писатель получает пособие в размере 1000 марок от Фонда немецких писателей и вскоре после этого переезжает в Давос. По-прежнему больной, он покидает санаторий и, вместе с Маргеритой, уезжает в Цюрих, где в октябре встречается со Штейнером. Затем возвращается в Арозу и составляет обращение, в котором предлагает кандидатуру Штейнера как кандидата на получение Нобелевской премии мира (не было отправлено).
В начале 1913 года Моргенштерн уезжает в Портофино, где занимается переводами стихотворений Фридриха Великого (с французского языка) и завязывает дружбу с также лёгочным больным, антропософом Михаэлем Бауэром. В Мюнхене писатель вновь посещает собрания с лекциями Штейнера, затем следует за ним в Штутгарт и Лейпциг. На собраниях в этих городах Мария фон Зиверс, будущая жена Штейнера, читает перед собравшимися также и произведения Моргенштерна. Эти чтения в предновогодний вечер в Лейпциге писатель воспринял как особое признание его таланта.
В 1914 году состояние здоровья писателя резко ухудшилось. Предпринятая поездка в санаторий в Арко близ Тренто оказалась безуспешной, так как там отказались принять умирающего больного писателя. После недолгого пребывания в санатории в Больцано Моргенштерн оказался на вилле Гелиобург в Мерано, где он ещё продолжает работать над сборником Мы найдём наш путь (Wir fanden einen Pfad). К умирающему писателю приезжает Бауэр, которому Моргенштерн перед этим написал письмо. 31 марта 1914 года, около пяти часов утра, Моргенштерн скончался. 4 апреля в Базеле его тело было кремировано. Урна с прахом хранилась у Штейнера, затем была помещена в новый Гётеанум. В 1992 г. захоронена на территории Гётеанума.
После смерти поэта его вдова переработала, дополнила и выпустила в свет многие произведения Моргенштерна, ранее малоизвестные или вообще неизвестные широкой публике — так как за время его короткой жизни напечатана была едва ли половина написанных им сочинений. Прежде всего известна и любима читателем всё же осталась его юмористическая, афористическая поэзия, полная любви к жизни и остроумия (в особенности «Песни висельника»).
Поэзия Моргенштерна вдохновляла многих композиторов, среди них следует назвать Александра Цемлинского, Макса Регера, Пауля Хиндемита, Ханса Эйслера, Юрьё Килпинена, Фридриха Гульду, Роберта Кана, Вильфрида Хиллера, Софию Губайдулину, Хайнца Холлигера.

### Вышедшие при жизни поэта
- In Phanta’s Schloß. Цикл юмористически-фантастических стихотворений. Taendler, Berlin 1895
- Auf vielen Wegen. Поэзия. Schuster & Loeffler, Berlin 1897
- Horatius Travestitus. Шутки студента. Schuster & Loeffler, Berlin 1897
- Ich und die Welt. Поэзия. Schuster & Loeffler, Berlin 1898
- Ein Sommer. Стихотворения. S. Fischer, Berlin 1900
- Und aber ründet sich ein Kranz. S. Fischer, Berlin 1902
- Galgenlieder. Bruno Cassirer, Berlin 1905
- Melancholie. Новые стихи. Bruno Cassirer, Berlin 1906
- Osterbuch (Название на обложке: ‚Hasenbuch (Заячья книга)‘). Детские стихотворения, Bruno Cassirer, Berlin 1908; Переиздания: Inselbuch 1960 и Nomos Verlagsgesellschaft, Baden Baden 1978 ISBN 3-937801-16-2
- Palmström (mit Umschlagzeichnung von Karl Walser). Bruno Cassirer, Berlin 1910
- Einkehr. Поэзия. Piper, München 1910
- Ein Butterbrotpapier im Wald. Поэзия, 1910
- Ich und Du. Сонеты и песни. Piper, München 1911
- Wir fanden einen Pfad. Новые стихи. Piper, München 1914

### Переводы
- August Strindberg: Inferno. Georg Bondi, Berlin 1898
- Knut Hamsun: Abendröte. Schauspiel in drei Aufzügen. Langen, München 1904
- Björnstjerne Björnson: Gedichte. Ludwig Fulda, hg. v. Julius Elias. Langen, München 1908
- Henrik Ibsen: Sämtliche Werke in deutscher Sprache. Durchgesehen und eingeleitet von Georg Brandes, Julius Elias, Paul Schlenther. Übersetzt von Christian Morgenstern (u.a.), 10 Bände. S. Fischer, Berlin 1898—1904
  - Die grossen Dramen. Übersetzt von Christian Morgenstern und Emma Klingenfeld. Nachwort v. A. Viviani. Artemis & Winkler, Zürich 2006, ISBN 978-3-538-06311-2

### Полное собрание сочинений с комментариями
Штутгартское издание Verlags Urachhaus, Stuttgart, hg. unter der Leitung von Reinhardt Habel.
- Band 1: Lyrik 1887—1905, hg. v. Martin Kiessig, 1988, ISBN 3-87838-501-3
- Band 2: Lyrik 1906—1914, hg. v. Martin Kiessig, 1992, ISBN 3-87838-502-1
- Band 3: Humoristische Lyrik, hg. v. Maurice Cureau, 1990, ISBN 3-87838-503-X
- Band 4: Episches und Dramatisches, hg. v. Reinhardt Habel und Ernst Kretschmer, 2001, ISBN 3-87838-504-8
- Band 5: Aphorismen, hg. v. Reinhardt Habel, 1987, ISBN 3-87838-505-6
- Band 6: Kritische Schriften, hg. v. Helmut Gumtau, 1987, ISBN 3-87838-506-4
- Band 7: Briefwechsel 1878—1903, hg. v. Katharina Breitner, 2005, ISBN 3-87838-507-2
- Band 8: Briefwechsel 1905—1908 (подготавливается)
- Band 9: Briefwechsel 1909—1914 (подготавливается)